# Leila Ahmed
Leila Ahmed (àrab: لیلى أحمد, Laylà Aḥmad) (Heliòpolis, el Caire, 1940) és una escriptora egípcia experta en l'islam i el feminisme islàmic. Fou la primera professora d'estudis sobre la dona en la religió a l'Escola de Teologia de la Universitat Harvard, el 1999, i el 2013 li fou atorgat el Premi Grawemeyer en religió de la Universitat de Louisville per la seva anàlisi del vel (hijab) de les dones musulmanes.

## Biografia
Va néixer el 1940 al districte d'Heliòpolis, a la província del Caire, filla d'un enginyer civil egipci i una mare turca d'origen aristocràtic. Durant la seva infantesa fou formada alhora pels valors musulmans egipcis i per l'orientació liberal de l'aristocràcia de l'antic règim. Després de l'enderrocament de l'últim monarca regnant d'Egipte, Faruk I, pel Moviment d'Oficials Lliures el 1952, la vida de la seva família va canviar dràsticament. El seu pare es mostrà un fervent opositor de la construcció, empresa per Gamal Abdel Nasser, de la presa d'Assuan, adduint motius ecològics; li va valdre la ira d'aquells en el poder els anys següents i va suposar efectes adversos sobre tota la família.
Ahmed va estudiar i es doctorà a la Universitat de Cambridge en la dècada de 1960. Després va marxar als Estats Units per ensenyar i escriure, i va ser nomenada catedràtica en Estudis de la Dona i Estudis del Pròxim Orient a la Universitat de Massachusetts-Amherst, el 1981, tot seguit d'una plaça de professora d'Estudis de la Dona i Religió a l'Escola de Teologia de Harvard, el 1999.

## Obra
Com a escriptora, el 1992 es publicà un dels seus principals assaigs, Women and Gender in Islam: Historical Roots of a Modern Debate (Dones i Gènere en l'Islam). El llibre intenta evidenciar el discurs principal i l'experiència social, política, jurídica, judicial i religiosa, és a dir, les pràctiques d'opressió que pateixen les dones musulmanes a l'Orient Mitjà, sotmeses per la prevalença d'interpretacions patriarcals de l'Islam, en lloc de l'Islam mateix. L'obra està, però, massa centrada a Egipte. Es presenta una anàlisi històrica de com un enfocament jeràrquic i patriarcal de les relacions entre home i dona tenia prioritat gradualment en un enfocament igualitari dels éssers humans, independentment del seu sexe. També destaca l'ús d'un discurs sobre l'emancipació de les dones a Occident per a legitimar la colonització, la construcció d'un vincle entre la qüestió cultural i la condició de dona. El 1999 es publicà A Border Passage: From Cairo to America—A Woman's Journey, una obra autobiogràfica que descriu l'ambient multicultural del Caire de la seva infància i la seva vida adulta com una immigrant a Europa i els Estats Units. Explica com va ser educada en l'Islam per la seva àvia durant la seva infància, amb un ensenyament diferent del predicat pels homes de l'elit religiosa. Parla de la seva experiència a Europa i als Estats Units, marcada per les tensions en l'intent de reconciliar la seva identitat egípcia musulmana amb els valors occidentals. Davant el racisme i la islamofòbia creixent, va intentar dissipar també els mites i conceptes erronis a Occident sobre l'Islam i les dones musulmanes. Es mostra també crítica amb el nacionalisme àrab a Egipte i a l'Orient Mitjà que, segons ella, és una espècie d'imperialisme cultural.
El 2011, va aparèixer un altre dels seus assajos, A Quiet Revolution: The Veil's Resurgence, from the Middle East to America (Una revolució silenciosa, el ressorgiment del vel de l'Orient Mitjà a Amèrica), en què exposa una inversió d'idees sobre el hijab (vel islàmic), que va generar un acalorat debat public i pel qual guanyà el Premi Grawemeyer en religió de la Universitat de Louisville. L'ús d'un vel, d'acord amb la seva investigació, no respon a un precepte religiós; les dones lliures de les classes altes van començar a cobrir-se les cares per distingir-se de les esclaves, cada vegada més nombroses. Remarca com la qüestió del vel s'ha utilitzat per part de les potències colonials per a dur a terme la dominació occidental sobre les societats suposadament endarrerides. A més, recorda els anys 1940 i 1950, quan per una generació de dones musulmanes viure sense vels era normal, sense significar cap mena de signe de ruptura religiosa, i resumeix els canvis que van afavorir el retorn del vel: la decadència del socialisme àrab després de 1967, la creixent influència de l'ultraconservador Islam sunnita i els Germans Musulmans, i el fracàs de les polítiques econòmiques pro occidentals. A més a més, el vel també es va començar a utilitzar amb altres nous significats: expressió religiosa personal o de solidaritat amb Palestina, Txetxènia, l'Iraq o altres territoris. Aquest vel s'ha convertit, segons l'escriptora, en un signe d'un enrevessat embolic polític i cultural.
Ahmed també ha col·laborat en nombroses obres col·lectives com Edward W. Lane: A study of his life and works and of British ideas of the Middle East in the Nineteenth century (1978); Life/Lines: Theorizing Women's Autobiography (1988); «Arab Women: 1995» a The Next Arab Decade: Alternative Futures (1988) o «Feminism and Cross-Cultural Inquiry: The terms of discourse in Islam» a Coming to Terms: Feminism, Theory and Politics (1989) entre d'altres; escriu sovint articles per a reconegudes revistes feministes i de gènere, i ha estat assessora del documental Muhammad: Legacy of a Prophet (2002).